# Michael Shanks
Michael Garrett Shanks, kanadski igralec, * 15. december 1970, Vancouver.
Zaslovel je z vlogo dr. Daniela Jacksona v znanstveno fantastični televizijski seriji Zvezdna vrata SG-1. Svoj glas je posodil tudi zunajzemeljskemu bitju Thor v isti seriji.
Poleg tega je Michael igral tudi v filmu The Call of the Wild in v serijah Madison, Andromeda, Stargate Atlantis ter Na kraju zločina: Miami.